# Municipio de Eaton (Míchigan)
El municipio de Eaton (en inglés: Eaton Township) es un municipio ubicado en el condado de Eaton en el estado estadounidense de Míchigan. En el año 2010 tenía una población de 4073 habitantes y una densidad poblacional de 48,95 personas por km².

## Geografía
El municipio de Eaton se encuentra ubicado en las coordenadas 42°32′23″N 84°46′24″O / 42.53972, -84.77333. Según la Oficina del Censo de los Estados Unidos, el municipio tiene una superficie total de 83.21 km², de la cual 82.94 km² corresponden a tierra firme y (0.33%) 0.27 km² es agua.

## Demografía
Según el censo de 2010, había 4073 personas residiendo en el municipio de Eaton. La densidad de población era de 48,95 hab./km². De los 4073 habitantes, el municipio de Eaton estaba compuesto por el 96.61% blancos, el 0.86% eran afroamericanos, el 0.2% eran amerindios, el 0.76% eran asiáticos, el 0.02% eran isleños del Pacífico, el 0.42% eran de otras razas y el 1.13% pertenecían a dos o más razas. Del total de la población el 3.24% eran hispanos o latinos de cualquier raza.